# Mountain Lake
Mountain Lake és una població dels Estats Units a l'estat de Minnesota. Segons el cens del 2000 tenia 2.082 habitants.

## Demografia
Segons el cens del 2000, Mountain Lake tenia 2.082 habitants, 817 habitatges, i 531 famílies. La densitat de població era de 595,5 habitants per km².
Dels 817 habitatges en un 31% hi vivien nens de menys de 18 anys, en un 53% hi vivien parelles casades, en un 8,9% dones solteres, i en un 35% no eren unitats familiars. En el 32,3% dels habitatges hi vivien persones soles el 20,6% de les quals corresponia a persones de 65 anys o més que vivien soles. El nombre mitjà de persones vivint en cada habitatge era de 2,41 i el nombre mitjà de persones que vivien en cada família era de 3,07.
Per edats la població es repartia de la següent manera: un 26,5% tenia menys de 18 anys, un 7,4% entre 18 i 24, un 22,2% entre 25 i 44, un 16,5% de 45 a 60 i un 27,4% 65 anys o més.
L'edat mediana era de 40 anys. Per cada 100 dones de 18 o més anys hi havia 83,5 homes.
La renda mediana per habitatge era de 29.146 $ i la renda mediana per família de 36.652 $. Els homes tenien una renda mediana de 30.291 $ mentre que les dones 17.917 $. La renda per capita de la població era de 13.845 $. Entorn del 8,5% de les famílies i el 13% de la població estaven per davall del llindar de pobresa.

## Poblacions més properes
El següent diagrama mostra les poblacions més properes.